# Carcelia mimoexcisa
Carcelia mimoexcisa là một loài ruồi trong họ Tachinidae.